# Gustaf Julius Strömborg
Gustaf Julius Strömborg, född 4 oktober 1830 i Jämsä, död 17 oktober 1899 i Borgå, var en finländsk kirurg och ögonläkare. Han var bror till Johan Elias Strömborg.
Strömborg blev student 1848, filosofie kandidat och filosofie magister 1853, medicine kandidat 1857, tjänstgjorde på Serafimerlasarettet i Stockholm 1857–1858, blev medicine licentiat 1861 samt medicine och kirurgie doktor 1863. Han var överläkare för länssjukhuset i Viborg 1866–1897. Han grundade ögonavdelningen ("Strömborgska sjukhuset") vid diakonissanstalten i Viborg. Han tilldelades professors titel 1885.